# عبدالحق بوحلسه
عبدالحق بوحلسه (انگلیسی: Abdelhak Bouhalissa؛ زادهٔ ۱ ژوئیهٔ ۱۹۶۱) بازیکن هندبال اهل الجزایر بود.